# Свободянська сільська рада
| Свободянська сільська рада — колишній орган місцевого самоврядування у Берегівському районі Закарпатської області з адміністративним центром у с. Свобода. Сільській раді підпорядковані населені пункти: - с. Свобода - с. Бадів - с. Бакош - с. Данилівка |

## Склад ради
Рада складається з 20 депутатів та голови.

## Керівний склад сільської ради
| ПІБ                   | Основні відомості                                                             | Дата обрання | Дата звільнення |
| --------------------- | ----------------------------------------------------------------------------- | ------------ | --------------- |
| Рущак Василь Юрійович | Сільський голова, 1966 року народження, освіта, безпартійний                  | 26.03.2006   | 31.10.2010      |
| Рущак Василь Юрійович | Сільський голова, 1966 року народження, освіта незакінчена вища, безпартійний | 31.10.2010   | 31.10.2015      |
| Рущак Василь Юрійович | Сільський голова, 1966 року народження, освіта вища                           | 31.10.2015   |                 |

Примітка: таблиця складена за даними джерела

## Історія
Село Свобода — центр сільської ради, якій підпорядковується кілька інших сіл: Великий  Бакош, Нове Батєво, Бадів І, Бадів ІІ, Данилівка.
Розташоване село за 40 км. Від районного центру міста Берегова і на 45 км від обласного — міста Ужгород. 
Лежить воно у Притисянській низовині, яка є частиною Середньо–Дунайської низовини, тобто розкинулося не вище, як 200 метрів над рівнем моря. 
Через село, з півночі на захід протікає канал Верхнє-Середнянський, який відводячи паводкові води Боржави, все частіше відіграє важливу роль у відведенні небезпеки затоплення нашого села. 
Недалеко від нашого села проходить кордон між Україною та Угорщиною.
Важливе значення для жителів села, відіграє те, що воно має дуже хороше залізничне сполучення з усіма найбільшими містами області (Ужгород, Мукачево, Берегово). 
Зараз населення села становить 2956 чоловік. На території села, проживають представники дев'яти національностей. 
Перша письмова згадка про одне з поселень нашого села(це згадка в архівних джерелах від 1282 року) про Nacly Bokos. Одне з пояснень пов'язане з тим, що очевидно, недалеко від р. Тиси, (де зараз кладовище села) знаходиться тоня (майор) за іменем власника навколишніх земельних володінь. Йде мова про укріплене поселення, де постійно проживало 15-20 чоловік челяді, які обробляли панські володіння, розташовані там, де розкинулися тепер вулиці села. 
До 1919 року, землі, на яких розташоване село Свобода, належали графам Ловньої Меньгирту та Ловньої Габорту. У своїх феодальних володіннях графи мали такі господарства (тоні) як: Кіш Бокош, Нодь Бокош, Уй тоньо, Копітань тоньо, Богой Саллаш. В кожному з цих господарств працювало від двадцяти до сорока батрацьких сімей, яких називали «челийдек». Батраки були повністю безземельними. У поміщицьких господарствах займалися в основному тваринництвом та дерновим господарством. В період жнив додатково господарі наймали сезонних робітників, яких називали «шумашок». 
Після розпаду Австро-Угорської імперії, землі Підкарпатської Русі, згідно рішення Паризької конференції, ввійшли до складу Чехо-Словацької республіки. Маючи на меті міцно зв'язати ці землі з своїм краєм, чехи починають проводити політику, яка отримала назву «слов'янізація угорського пограниччя». У зв'язку з цією акцією, почалася колонізація всіх земель від румунського кордону вздовж угорського аж до Словаччини вздовж Тиси. В результаті було засновано цілу низку малих і великих поселень. Ці поселення заселялися в першу чергу чехами (легіонерами), а також закарпатським (переселенцями). Найкращі землі віддавалися чехам. Одним із найбільших поселень такого типу і стала наша Свобода. 
Для чеських легіонерів були засновані населені пункти Великий Бакош, Малий Бакош, Уйтоньо (Нове Батьово). А оскільки на момент приходу чехів, ці землі не були безпосередньо заселені («Слободні», то новозасновані землі дістали назву «Свобода»).  
Власниками землі стали чеські легіонери, які вели господарство по капіталістичному. Колишні селяни-батраки і далі залишалися безземельними. Чехи будують 71 однотипних житлових будинків з господарськими будівлями, з них 20 було збудовано у Малому Бакоші, 30-у Великому Бакоші і 21-у Новому Батєві. 
У Великому Бакоші було побудовано великий клуб для населення всіх поселень. В ньому проводилися збори, а молодь проводила свій вільний час. 
В 1932 році вісім селянських сімей з Хустського та Міжгірського районів заснували населений пункт Бадів І на відстані 2 км від Нового Батєва. Такі переселення з гірських районів в той час підтримувалися владою, оскільки сприяли політиці «слов'янізації угорського пограниччя». Переселення проводилося за гроші людей, для яких переселення означало вирішення проблем з «земельним голодом» гірських районів. 
Аналогічною є історія заснування населеного пункту Бадів II, або Дубки в 1935 році на відстані 2 км від Бадів І.
В 1933 р. чеські легіонери заснували для своїх дітей нове поселення Данилівку, на відстані 1 км від Бадів ІІ.
На початку листопада 1938 р. в результаті Віденського арбітражу наше село не ввійшло в склад новоутвореної Карпатської України, а було окуповане хортистською Угорщиною (Нове Батєво, Великий Бакош, Бадів І, Бадів ІІ, Данилівка). 
Чехи про можливість окупації були попереджені, через що, з села, в основному, всі втекли, а їх місце зайняли угорські землевласники — «вітийзи». За період окупації, влада намагалася всіляко мадяризувати село. Переселялися жителі з інших сіл, зокрема з Великої Доброні та Саловки, викладання в школі здійснювалося угорською мовою (з 1939 року), а чоловіче населення забиралося для служби в угорські армії. Тих хто не хотів служити в армії, або дизертував з неї, відправляли в концтабори. З території села, в різний час, за період війни, було відправлено 17 жителів.
Від фашистських загарбників, село було визволено 28 жовтня 1944 року. Після визволення села, почалося створення органів місцевої влади. В листопаді 1944 року, було створено в с. Свобода Народний комітет, який очолював Бердар Дмитро Юрієвич. 
Насамперед, Народний комітет налагодив надання допомоги Червоній Армії. З території села, до лав Червоної Армії, добровольцями пішли на фронт 39 молодих людей. Вони наша пам'ять і гордість, і цим людям належить особлива шана в пам'яті їх онуків та правнуків. 
Важливим напрямом роботи Народного комітету була агітація за возз'єднання Закарпаття з Україною. Делегатами на Мукачівському з'їзді Народних комітетів, який вирішував це питання, були Бердар Дмитро та Цендра Іван. 
У 1947—1948 роках село пережило велику повінь. Особливо важким було становище в Великому Бакоші та Чоронді. Люди змушені були пересуватися на плотах, загинуло дуже багато домашньої птиці та худоби. Причиною повені став розлив річки Тиса, збоку сусіднього с. Саловка.
У 1958 році на базі п'ятьох колгоспів було створено один — імені Мічуріна (голова колгоспу — Чорней Микола), а згодом шляхом подальшого укрупнення (приєднання колгоспу «Більшовик») було створено колгосп ім. «ХХІ з'їзду КПРС». Головами колгоспу за час його існування були Ружов Б., Русин В., Шутак Ю..   
Одною з важливих справ тодішнього керівника села і колгоспу, стало відкриття у 1974 році пам'ятника-обеліска воїнам-визволителям та добровольцям Великої Вітчизняної війни. Це тому було дуже важливо, бо загалом з території села, на війну пішло до 70 жителів. Більша частина з них повернулася, і як знак поваги до їхнього подвигу та самовідданості мав служити цей пам'ятник, де кожного року, з року в рік, 9-го травня, віддавалася шана живим і полеглим за свободу нашого краю. 
За останні роки село пережило дві сильні повені. Спочатку, в лютому 1999 року випав сніг, який тоді приніс велику біду — не витримав дах сільського клубу в с. Великий Бакош. Клуб, який був найкращим у навколишніх селах і стояв більше 70 років, тепер не витримав. 

В 2001 р. події розгорталися ще страшніше. Оскільки танення снігів у горах, дощ, екологічні проблеми, що виникли в результаті вирубування лісів, призвели до дуже швидкого наповнення Тиси, не витримали дамби і почалися затоплення окремих сіл сусідньої Угорщини. Так у воді опинилася Данилівка, Бадів I та Бадів II. Верхнє-Середнянський канал був переповнений. Люди день і ніч чергували, укріпляли кругом ще уцілілі дамби сіл. Робота тривала цілодобово. Вода трималася більше місяця.      
1. ↑  Керівний склад попередніх скликань ради на сайті Верховної Ради України

## Населення
Згідно з переписом УРСР 1989 року чисельність наявного населення сільської ради становила 2945 осіб, з яких 1423 чоловіки та 1522 жінки.
За переписом населення України 2001 року в сільській раді мешкало 2879 осіб.

### Мова
Розподіл населення за рідною мовою за даними перепису 2001 року:
| Мова       | Відсоток |
| ---------- | -------- |
| українська | 71,05 %  |
| угорська   | 27,70 %  |
| російська  | 1,04 %   |
| німецька   | 0,07 %   |